# Desert Diamond West Valley Phoenix Grand Prix
Desert Diamond West Valley Phoenix Grand Prix (no Brasil: Grande Prêmio de Phoenix) foi uma corrida da IndyCar Series disputado no Phoenix International Raceway, na cidade estadunidense de Avondale, Arizona, até 2005 e possuía 200 milhas. O circuito retornou ao calendário em 2016 com 250 milhas, tendo sido disputado pela última vez em 2018.

## Vencedores

### Indy Racing League
| 1996        | Arie Luyendyk     | Reynard       | Ford Cosworth     | Detalhes      |               |               |               |               |               |               |
| 1997        | Jim Guthrie       | Dallara       | Oldsmobile Aurora | Detalhes      |               |               |               |               |               |               |
| 1998        | Scott Sharp       | Dallara       | Oldsmobile Aurora | Detalhes      |               |               |               |               |               |               |
| 1999        | Scott Goodyear    | G-Force       | Oldsmobile Aurora | Detalhes      |               |               |               |               |               |               |
| 2000        | Buddy Lazier      | Riley & Scott | Oldsmobile Aurora | Detalhes      |               |               |               |               |               |               |
| 2001        | Sam Hornish Jr.   | Dallara       | Oldsmobile Aurora | Detalhes      |               |               |               |               |               |               |
| 2002        | Hélio Castroneves | Dallara       | Chevrolet         | Detalhes      |               |               |               |               |               |               |
| 2003        | Tony Kanaan       | Dallara       | Honda             | Detalhes      |               |               |               |               |               |               |
| 2004        | Tony Kanaan       | Dallara       | Honda             | Detalhes      |               |               |               |               |               |               |
| 2005        | Sam Hornish Jr.   | Dallara       | Toyota            | Detalhes      |               |               |               |               |               |               |
| 2006 – 2015 | Não realizado     | Não realizado | Não realizado     | Não realizado | Não realizado | Não realizado | Não realizado | Não realizado | Não realizado | Não realizado |
| 2016        | Scott Dixon       | Dallara       | Chevrolet         | Detalhes      |               |               |               |               |               |               |
| 2017        | Simon Pagenaud    | Dallara       | Chevrolet         | Detalhes      |               |               |               |               |               |               |
| 2018        | Josef Newgarden   | Dallara       | Chevrolet         | Detalhes      |               |               |               |               |               |               |